# Gruppo Helsinki di Mosca
Il Gruppo di Helsinki di Mosca (noto anche come Gruppo di vigilanza di Helsinki di Mosca in russo  Московская Хельсинкская группа?) è stata una delle principali organizzazioni russe per la salvaguardia dei diritti umani.

## Storia
Era stata originariamente istituita nel 1976, da un gruppo di dissidenti, per monitorare il rispetto degli accordi di Helsinki da parte dell'Unione Sovietica e per riferire all'Occidente sulle violazioni sovietiche dei diritti umani. All'inizio degli anni ottanta era stata costretta a cessare di esistere, ma è stata ricostituita nel 1989 ed ha continuato a operare in Russia.
Negli anni settanta, il Gruppo Helsinki di Mosca ha ispirato la formazione di gruppi simili in altri Paesi del Patto di Varsavia e di gruppi di sostegno in Occidente. All'interno dell'Unione Sovietica furono fondati gruppi di vigilanza di Helsinki in Ucraina, Lituania, Georgia e Armenia, oltre che negli Stati Uniti d'America (Helsinki Watch, poi Human Rights Watch). Iniziative simili nacquero in Paesi come la Cecoslovacchia, con la Charta 77. Alla fine, i gruppi di monitoraggio di Helsinki ispirati dal Gruppo di Helsinki di Mosca hanno formato l'International Helsinki Federation for Human Rights.
Nel dicembre 2022 il Ministero della giustizia russo ha presentato un'ordinanza di scioglimento dell'organizzazione, sostenendo che essa potesse occuparsi dei diritti umani solo a Mosca, per come era stata registrata, e non nel resto del paese. L'iniziativa è stata intrapresa nel contesto dell'invasione russa dell'Ucraina: l'acuirsi della repressione dei diritti umani promossa dal regime liberticida e nazionalista di Vladimir Putin ha infatti esaltato le tradizionali criticità della situazione del dissenso in Russia. Il 25 gennaio 2023, il tribunale di Mosca ha statuito la legittimità dello scioglimento.

## Pubblicazioni
- A thematic survey of the documents of the Moscow Helsinki Group. Based on materials by Lyudmila Alekseeva, Moscow Helsinki Group representative. Translated and edited by the staff of the CSCE Commission, Washington, Commission on Security and Cooperation in Europe, Congress of the United States, 1981. URL consultato il 25 gennaio 2023 (archiviato dall'url originale il 4 marzo 2016).
- Documents of the Helsinki Watch Group in the USSR, No 1–8, New York, 1977–1984.
- (RU) Документы Московской Хельсинкской Группы 1976–1982 [Documents of the Moscow Helsinki Group 1976–1982] (PDF), Moscow, Moscow Helsinki Group, 2006. URL consultato il 1º febbraio 2007 (archiviato dall'url originale il 6 agosto 2006). (publicly available unabridged Russian text Archiviato il 1º gennaio 2015 in Internet Archive.)